# Briel
Pour les articles ayant des titres homophones, voir Brielle (homonymie) et Brielles.
 (février 2016).
Si vous disposez d'ouvrages ou d'articles de référence ou si vous connaissez des sites web de qualité traitant du thème abordé ici, merci de compléter l'article en donnant les références utiles à sa vérifiabilité et en les liant à la section « Notes et références ».
Den Briel ou Briel est une paroisse dans le Denderstreek située dans la province de Flandre-Orientale en Région flamande. Une partie de la paroisse se trouve dans la commune de Buggenhout et l'autre partie se trouve dans la section Baesrode de la ville belge de Termonde.